# Григоришин Михайло Васильович
Михайло Васильович Григоришин (28 квітня 1990, с. Панівці Борщівського району Тернопільської області — 31 січня 2015, с. Чорнухине, Попаснянський район, Луганська область, Україна) — український військовик, солдат 15-го окремого гірсько-піхотного батальйону (Ужгород) 128-ї окремої гірсько-піхотної бригади, учасник російсько-української війни.

## Життєпис
Закінчив Панівецьку загальноосвітню школу I—II ступенів. Навчався на юриста у Чернівецькому національному університеті імені Юрія Федьковича, який закінчив з відзнакою.
У 2012 році пішов служити в десантні війська, планував працювати в міліції. З початком війни на Сході служив у 51-ій, у жовтні його перевели в 128-у бригаду. 25 листопада бригаду перекинули під Чорнухине (Попаснянський район, Луганська область).

### Обставини загибелі
31 січня 2015 співслужбовці бачили, як під час обстрілу поблизу Чорнухиного, Михайло впав, але до нього не можна було дістатися через бойові дії. Тоді ж загинули лейтенант Олег Довгий та старший солдат Сергій Матусевич. Рідні довгий час сподівалися, що він живий, але 13 квітня їм повідомили, що результати ДНК-експертизи підтвердили смерть Михайла. Тіло перебувало в Дніпропетровському морзі.

### Поховання
У побратимів Михайла Григоришина були проблеми з транспортуванням тіла додому. І лише у середині березня 2015 року його тіло доправили з Луганська у дніпропетровський морг. 17 квітня кортеж із домовиною загиблого зустріли тернополяни на Збаразькому КПП.
Поховали героя 20 квітня у рідних Панівцях. Залишилися батьки Василь Михайлович і Ганна Василівна, 15-річна сестра Аліна.

## Вшанування
17, 18, 19 та 20 квітня на Борщівщині оголошені Днями жалоби за Михайлом Григоришиним.
Наприкінці листопада 2015 року в Панівцях відкрили меморіальну дошку на честь Михайла Григоришина.
На початку травня 2016 меморіальну дошку відкрили на фасаді Панівецької школи, де він навчався.
Вшановується в меморіальному комплексі «Зала пам'яті», в щоденному ранковому церемоніалі 31 січня.

## Відзнаки
- за особисту мужність і героїзм, виявлені у захисті державного суверенітету та територіальної цілісності України посмертно нагороджений орденом «За мужність» ІІІ ступеня[6]. Відзнаку вручив голова Тернопільської ОДА Степан Барна 8 травня 2015 року під час поминальних заходів біля статуї «Материнський поклик» у Старому Парку м. Тернополя.[7]
- почесний громадянин Тернопільської області (26 серпня 2022, посмертно)[8];